# 서산 일락사 대웅전
서산 일락사 대웅전(瑞山 日樂寺 大雄殿)은 대한민국 충청남도 서산시 해미면 일락사에 있는 조선시대의 대웅전이다. 1984년 5월 17일 충청남도의 문화재자료 제193호로 지정되었다.

## 개요
일락사는 상왕산 남쪽 기슭에 있는 절로 신라 문무왕 3년(663)에 의현선사가 세웠다. 이 절은 성종 18년(1487) 이후 여러 차례 보수를 하여 오늘에 이르고 있다. 대웅전은 기록으로 미루어 일제시대 초기인 1919년에 고쳐 세운 건물임을 알 수 있다.
현재 ‘명부전’이란 현판이 달려있는 대웅전은 1993년에 건물을 해체하여 원래 자리 오른편에 세웠는데, 이전 자리에는 대적광전을 새로 지었다.
규모는 앞면 3칸·옆면 2칸이며 지붕은 옆면에서 볼 때 사람 인(人)자 모양인 맞배지붕이다. 지붕 처마를 받치기 위해 장식하여 만든 공포는 새 날개 모양을 한 익공 양식으로 꾸몄다. 전체적으로 조각을 가하여 단정하고 아담한 형태미를 보여 주고 있는 건물이다.
1984년 5월 17일 충청남도문화재자료 제193호로 지정되었다. 정면 3칸 측면 2칸이며, 면적은 48.6m2의 작은 법당이다. 단층의 맞배지붕 목조 건물이며, 처마는 겹처마이다.
창호(窓戶)는 정면 3칸에 칸마다 2짝 교살문으로, 오른쪽 앞의 귀기둥에 붙여 외짝 교살문을 달고 그밖의 부분은 모두 벽으로 막았다. 외부의 익공은 끝에 연꽃 봉오리 모양을 얹었고, 기단은 막돌로 쌓았으나 가구식 기단에 가깝다. 정면에서 보면 지붕 크기에 비해 기둥이 매우 높아 맞배지붕 특유의 장중한 맛은 찾기 어렵다.
내부의 뒷벽에는 후불탱화를 걸지 않고 불단을 조성하였으며, 그 위에 주존불인 비로자나불을 비롯하여 오른쪽과 왼쪽에도 불상을 봉안하였다. 보통 대웅전의 주존불은 석가여래상인데 이곳에는 흙으로 된 비로자나불이 있다. 이것은 신라 후기 9세기 이후 비로자나불이 유행한 결과이다.
주존불은 흙으로, 왼쪽 석가여래는 목조, 오른쪽 비로자나불은 철조(일락사 철불:충남문화재자료 208)로 조성되었고, 모두 금가루가 입혀져 있다. 그밖의 벽에는 1919년에 그린 신장(神將)·칠성·산신·독성(獨聖)탱화 등이 걸려 있다.
칠성탱화는 140cm×160cm, 신장탱화는 160cm×140cm, 산신탱화는 103cm×106cm, 독성탱화는 103cm×87cm,이다. 산신탱화와 독성탱화는 보통 산신각 또는 삼성각에 봉안되는데 일락사에서는 대웅전에 그려졌으며, 모두 같은 시기에 그려진 것이다.
일락사는 대한불교조계종 제7교구 수덕사의 말사로, 사찰에 전하는 사기(寺記)와 1970년대 이후에 간행된 각종 서산군지와 해미읍지에 따르면 663년(문무왕 3) 5월에 의현(義賢)이 창건하였고, 1487년(성종 18)에 중수하였다. 이후 1530년(중종 25)에 중수하였고, 1649년(인조 27)에 해미읍성(사적 116) 객사 중수시 함께 보수하였다고 한다.
일제강점기인 1918년에 대웅전을 중창한 사실을 적은 현판이 대웅전 왼쪽 벽면에 걸려 있다. 1993년 대웅전을 해체하고 그 자리에 대적광전을 신축하고 이름도 명부전이라고 고쳤다.

## 같이 보기
- 서산 일락사 철불 - 충청남도 문화재자료 제208호

## 참고 자료
- 일락사대웅전 - 국가유산청 국가유산포털
- 일락사대웅전 - 한국향토문화전자대전